# APIA Leichhardt
APIA Leichhardt is een Australische voetbalclub uit Leichhardt, een voorstadje van Sydney in de staat New South Wales. De club speelt in de New South Wales Premier League. Het thuisstadion van APIA Leichhardt is Lambert Park, dat een capaciteit van 7.000 plaatsen heeft.

## Clubgeschiedenis
APIA Leichhardt werd in 1954 opgericht door Italiaanse immigranten. De club speelde van 1979 tot 1992 in de National Soccer League en het won deze competitie in 1987. Sinds 1992 speelt APIA Leichhardt in de New South Wales Premier League.

## Gewonnen prijzen
- National Soccer League: 1987
- New South Wales Premier League: 2003
- Australian Cup: 1966

## Bekende spelers
- Tim Cahill
- Ante Čović